# Wtyk laboratoryjny

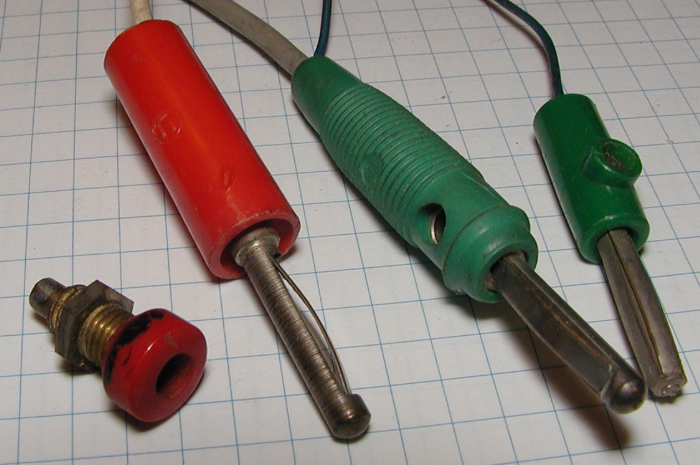
Gniazdo aparatowe i wtyki bananowe

Wtyk laboratoryjny – rodzaj złącza elektrycznego stosowanego w aparaturze pomiarowej, w postaci bolca o średnicy 4 mm i długości 20 mm. Stabilność połączenia zapewnia sprężysty, wygięty w łuk styk umieszczony w bolcu, skąd wzięła się nazwa – wtyk bananowy. Wtyk powstał w firmie Hirschmann w 1924 roku.

## Zastosowanie

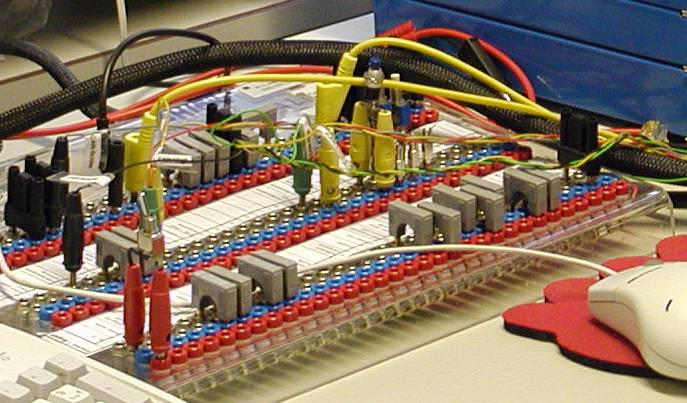
Zastosowanie laboratoryjne

Początkowo ten typ złącza stanowił uniwersalne zastosowanie w aparaturze elektrycznej, radiowej i pomiarowej.
Obecnie stosowane w sprzęcie laboratoryjnym i pomiarowym, oraz do łączenia zestawów głośnikowych Hi-Fi.
Wtyki bananowe są zdolne do przepływu prądu o natężeniu od kilku do kilkunastu amperów. Tańsze wtyki bananowe wykonane poprzez wzdłużne przecięcie bolca, pozbawione sprężyny łukowej są narażone na niepewny kontakt w gnieździe. W obwodach w których przepływają natężenia prądu, zaleca się korzystać z gniazd laboratoryjnych i przewodów o większym przekroju zakończonych końcówką widełkową.
Poza standardowym złączem 4 mm, stosuje się także złącza o średnicach: 0,64 mm, 1 mm, 2 mm.

## Bezpieczeństwo
Wtyki typu skręcanego (z odsłoniętą śrubą) stanowią zagrożenie porażeniem prądem elektrycznym przy pracy w obwodach znajdujących się pod wysokim napięciem. W tym celu stosuje się wtyki, w których połączenie z przewodem jest lutowane lub zaciskane, a rękojeść zapewnia izolację elektryczną.
Standardowy wtyk posiada odkryty bolec, który może przyczynić się do przypadkowego zwarcia lub porażenia prądem elektrycznym. Dlatego w nowych urządzeniach pomiarowych zgodnie z IEC 61010 stosuje się wtyki i gniazda z osłoniętym bolcem, tzw. „bezpieczne“. Osłona sprawia, że są niekompatybilne z gniazdami nieizolowanymi.